# 阿山暴动
阿山牧民暴动是1943年至1944年新疆富蕴县(原可可托海设治局)、承化、青河、吉木乃、哈巴河等5县牧民反对新疆盛世才当局的武装斗争。

## 历史
1943年夏，在达列力汗·苏古尔巴也夫和乌斯满等率领下，富蕴县哈萨克牧民举行暴动。1944年3月开始反攻。1944年3月9日，国民政府外交部驻新疆特派员吴泽湘为苏俄飞机轰炸阿山青河县会河口围剿乌斯满的中国军队一事，向苏俄驻迪化总领事普式庚抗议。1944年3月13日，国民政府外交次长吴国桢接见俄大使潘友新，抗议俄机侵犯新疆之不法行为。1944年4月2日，苏俄塔斯社在库伦报道新疆军队侵入外蒙境内。1944年4月4日，中央社奉命驳斥4月2日塔斯社关于新疆外蒙之消息。1944年4月13日，青河县县长陶百川弃城向奇台逃跑，被乌斯满武装击毙，占领青河县城。1944年6月2日，省军、中央军组成的援军抵达富蕴，富蕴围解。乌斯满率1000余人，沿额尔齐斯河往西，进入承化县境。